# Кнюпфер, Николаус
Николаус Кнюпфер (нем. Nicolaus Knüpfer, 1603—1660) — живописец немецкого происхождения, переселившийся в Утрехт. По своему проживанию, образованию, направлению творчества причисляется к голландской школе живописи.

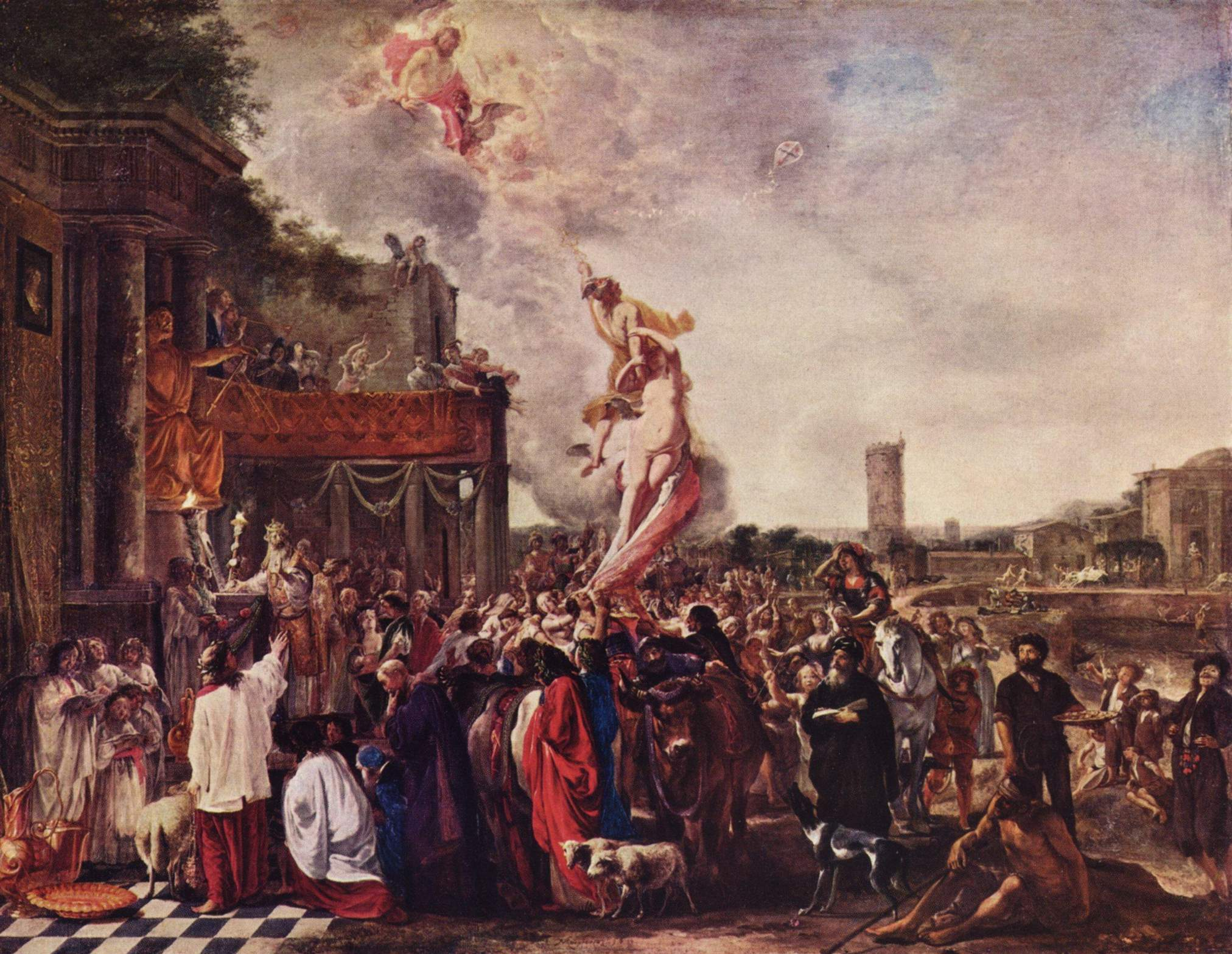
Похищение Фортуны. 1651. Государственный музей. Картинная галерея. Шверин

Сначала учился в своём родном городе Лейпциге у Э. Ниссе. Затем он переехал в Магдебург, где нашёл работу. Он оставался там до 1630 года, а затем переехал в Утрехт, чтобы работать с Абрахам Блумартом. Он прожил с ним два года, а затем основал свою собственную студию в Утрехте, где в 1637 году стал временным членом гильдии Святого Луки.
Он работал над украшениями замка Кронборг в Дании и рисовал фигуры на пейзажах Яна Оба и Яна Баптиста Веникса.
Отличаясь силой колорита и тщательностью исполнения и, подражая до некоторой степени Рембрандту, писал исторические сюжеты, жанры и вакханалии, в том числе откровенно эротического содержания. У него учились знаменитые Ян Стен, Арис де Воис, Габриэль Метсю и Питер Крижне Волмарин. Картины Кнюпфера, вообще немногочисленные, имеются в картинных галереях Брауншвейга, Касселя, Дрездена и Копенгагена. В Эрмитаже хранятся несколько картин Кнюпфера: «Царица Савская перед Соломоном» (начало 1640-х годов), «Зоровавель перед Дарием» (после 1644 года) и «Геракл отнимает пояс у Ипполиты» (1640—1650-е годы).